# Csehország elnökeinek listája

Csehország címere

Ez a lista a Cseh Nemzeti Tanács (1968–1992) és Csehország (1993–napjainkig) elnökeit sorolja fel.
Csehország parlamenti képviselői demokrácia, az államfővel és a kormányfőként eljáró miniszterelnökkel az élen, államformája köztársaság.
Csehország első elnöke Václav Havel volt, a jelenlegi elnök 2023. március 9-től Petr Pavel.
2012-ig az elnököt a Képviselőház és a Szenátus választotta öt évig, azonban 2013 óta az elnököt népszavazással választják meg.

## Csehország elnökei

### Cseh Szocialista Köztársaság
|                                      | Név (Születés–Elhalálozás)  | Kép | Hivatali idő | Hivatali idő | Párt                                  |
| ------------------------------------ | --------------------------- | --- | ------------ | ------------ | ------------------------------------- |
| Cseh Nemzeti Tanács elnöke 1968–1992 |                             |     |              |              |                                       |
| 1                                    | Čestmír Císař (1920–2013)   |     | 1968         | 1969         | Csehszlovákia Kommunista Pártja (KSČ) |
| 2                                    | Evžen Erban (1912–1994)     |     | 1969         | 1981         | Csehszlovákia Kommunista Pártja (KSČ) |
| 3                                    | Josef Kempný (1920–1996)    |     | 1981         | 1989         | Csehszlovákia Kommunista Pártja (KSČ) |
| 4                                    | Jaroslav Šafařík (1942–)    |     | 1989         | 1990         | Cseh Nemzeti Szociális Párt (ČSS)     |
| 5                                    | Dagmar Burešová (1929–2018) |     | 1990         | 1992         | Polgári Fórum (OF)                    |
| 6                                    | Milan Uhde (1936–)          |     | 1992         | 1992         | Polgári Demokrata Párt (ODS)          |

### Csehország
| Elnök | Elnök | Elnök                    | Hivatali idő     | Hivatali idő     | Párt                                 | Elnöksége előtt                                                             |
| ----- | ----- | ------------------------ | ---------------- | ---------------- | ------------------------------------ | --------------------------------------------------------------------------- |
| 1     |       | Václav Havel (1936–2011) | 1993. február 2. | 2003. február 2. | független                            | Csehszlovákia elnöke (1989-1992)                                            |
| 2     |       | Václav Klaus (1941–)     | 2003. március 7. | 2013. március 7. | Polgári Demokrata Párt (ODS)         | Miniszterelnök (1992–1998) A Képviselőház Elnöke (1998–2002)                |
| 3     |       | Miloš Zeman (1944–)      | 2013. március 8. | 2023. március 8. | Polgári Jogok Pártja – Zemanék (SPO) | A Képviselőház Elnöke (1996–1998) Miniszterelnök (1998–2002)                |
| 4     |       | Petr Pavel (1961–)       | 2023. március 9. | hivatalban       | független                            | Vezérkari Főnök (2012–2015) A NATO Katonai Bizottságának elnöke (2015–2018) |